# Eddie Firmani
Edwin Ronald "Eddie" Firmani (ur. 7 sierpnia 1933 w Kapsztadzie) – piłkarz i trener z Republiki Południowej Afryki.

## Kariera
Swoją karierę piłkarską Firmani rozpoczął w amatorskim klubie z Kapsztadu – Clyde F.C. W 1950 roku zmienił klub na angielski Charlton Athletic. Grał tam przez 5 lat, jego dorobek w tej drużynie wynosi 112 meczów i 51 goli. Od 1955 reprezentował barwy włoskiej Sampdorii. Po trzech latach gry i niezwykłej skuteczności (52 bramki w 63 meczach) Firmani przeniósł się do Interu Mediolan. Do 1961 roku rozegrał w jego barwach 82 spotkania i strzelił 48 bramki. Jest 6. piłkarzem drużyny Nerazzurri pod względem strzelonych bramek w Pucharze Włoch. W tych rozgrywkach strzelił 11 goli. W 1961 znowu zmienił klub – tym razem na Genoę CFC. Zagrał 62 razy, strzelił 25 bramek i w 1963 roku powrócił do Anglii i gry w Charltonie. Po dwóch latach gry, 55 meczach rozegranych i 32 strzelonych bramkach zmienił klub na Southend United. Tam również grał dwa lata, również zagrał 55 razy, ale strzelił tylko 24 gole. "Eddie" w 1967 roku powrócił do Charltonu, gdzie został zatrudniony jako grający trener. W 1968 roku w wieku 35 lat zakończył karierę. W swoim ostatnim sezonie gry zdobył 6 bramek w 10 meczach.
W latach 1956–1958 rozegrał 3 mecze i strzelił 2 bramki dla reprezentacji Włoch.
Mimo zakończenia kariery piłkarskiej Firmani nadal pozostał na stanowisku trenera Charltonu. W 1970 po spadku jego drużyny został zwolniony. Następnie "Eddie" zdecydował się na wyjazd do Stanów Zjednoczonych. Po pięciu latach przerwy ponownie wrócił do pracy trenera piłkarskiego. W latach 1975–1977 prowadził Tampa Bay Rowdies, a następnie przez dwa lata drużynę New York Cosmos. W 1980 roiku Firmani był trenerem Philadelphia Fury, a w sezonie 1981/1982 – Montreal Manic. Po dwóch latach przerwy w 1984 roku ponownie został trenerem New York Cosmos. Po 9 latach przerwy został trenerem Montreal Impact i po kolejnych 3 latach przerwy w 1996 roku prowadził drużynę New Jersey Metro Stars (obecnie New York Red Bulls). Żadnej z ostatnich drużyn nie trenował dłużej niż rok.
W 1960 roku Firmani napisał autobiografię "Football with the Millionaires".